# ザ・香里園タワー
ザ・香里園タワー (ザ・こうりえんタワー) は大阪府寝屋川市にある複合施設。超高層建築物。

## 沿革・概要
香里園駅東口に所在。1、2階は「かほりまち」を構成する一部であり、中上層階はマンションとなっている。寝屋川市と枚方市の2市に跨っている。

## 建築概要
- 階数：地上37階地下1階
- 高さ：125メートル
- 総戸数：331戸
- 施主：京阪電鉄不動産
- 施工：竹中工務店 [3]

## 入居店舗
- 三菱UFJ銀行
- 寝屋川香里郵便局
- 写真館、ネイルサロン、美容院
- 駐車場、駐輪場[4]

## 近隣施設
- フレスト香里園店
- 関西医科大学香里病院
- ロイヤルメドゥ香里園タワー